# Hieracium acanthodontoides
Hieracium acanthodontoides là một loài thực vật có hoa trong họ Cúc. Loài này được Arv.-Touv. & Belli mô tả khoa học đầu tiên năm 1904.